# Lenauheim

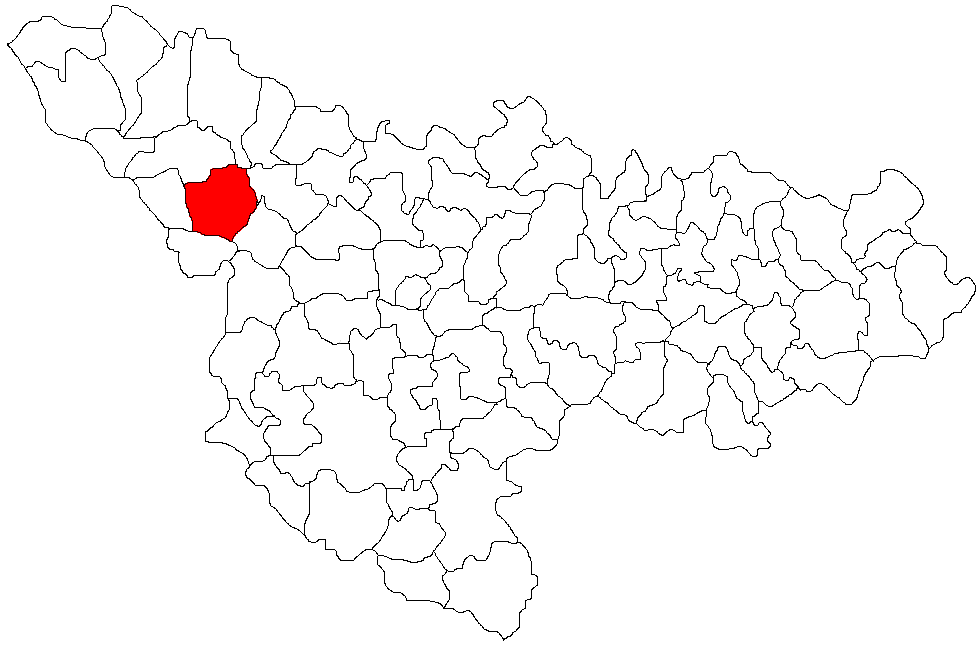
Lage der Gemeinde Lenauheim im Kreis Timiș

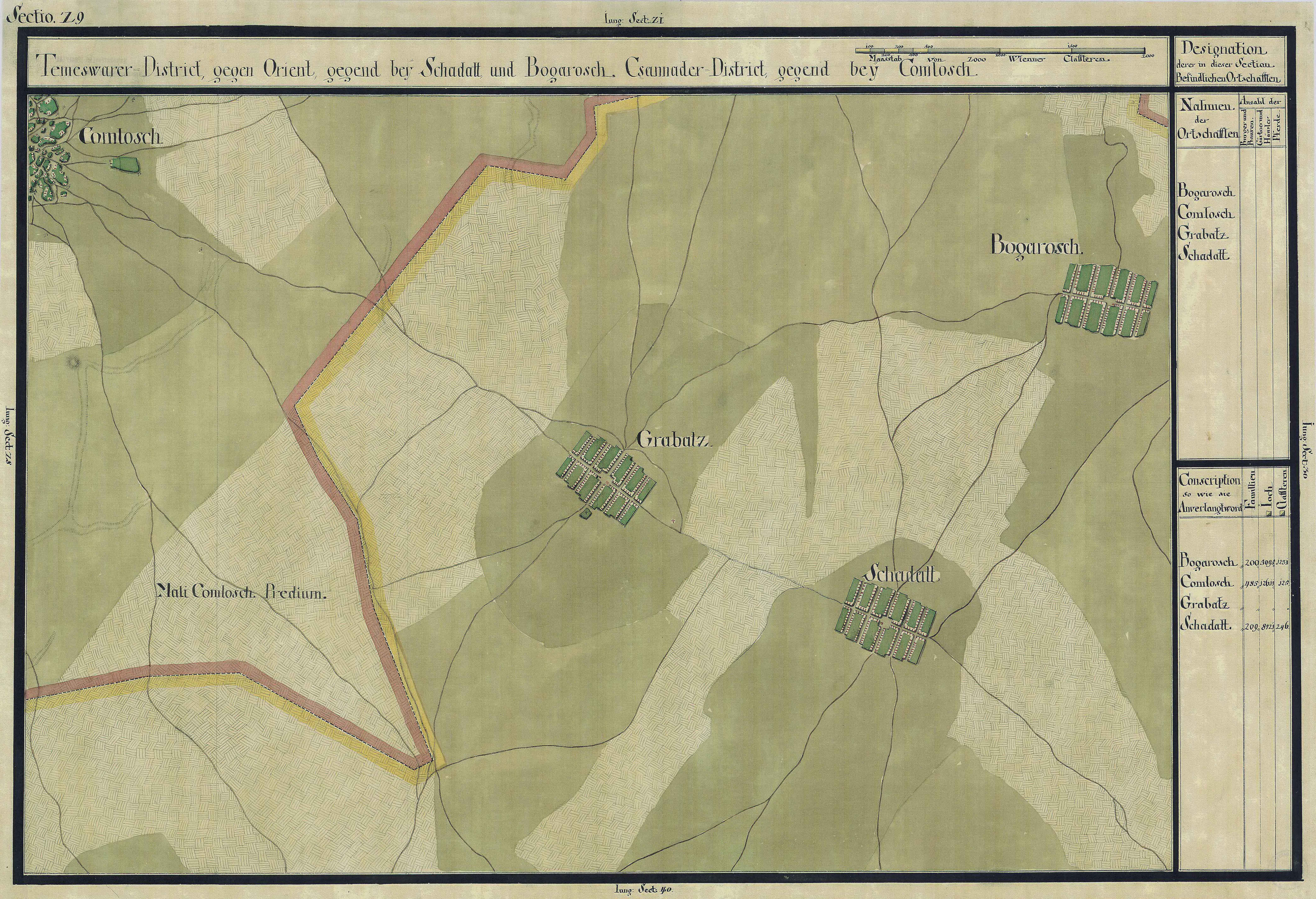
Lenauheim auf der Josephinischen Landaufnahme (1769–1772)

Lenauheim (deutsch bis 1926 Tschadat oder Schadat, seitdem Lenauheim, rumänisch Lenauheim, ungarisch Csatád) ist eine Gemeinde im Kreis Timiș, in der Region Banat, im Südwesten Rumäniens. Zu der Gemeinde Lenauheim gehören die Dörfer Grabaț und Bulgăruș.

## Geographische Lage
Lenauheim liegt im Westen des Kreises Timiș, nahe der serbischen Grenze. Der Ort ist 45 Kilometer von der Kreishauptstadt Timișoara und 11 Kilometer von Jimbolia entfernt. Nachbarorte sind im Norden Lovrin und Periam, im Westen Comloșu Mare, im Süden Jimbolia und im Osten Cărpiniș und Biled.

## Nachbarorte
| Gottlob  | Bulgăruș                                    | Șandra     |
| Grabaț   | Kompassrose, die auf Nachbargemeinden zeigt | Biled      |
| Jimbolia | Checea                                      | Iecea Mare |

## Geschichte
Urkundlich erscheint der Name Csatád erstmals 1415. Besitzer des Guts, das damals zum Temescher Komitat gehörte, war Mathias Chatad. Der ungarische König  Matthias Corvinus überließ Chatad durch einen Vertrag vom 12. Mai 1470 der Familie Dolaz. Am 8. März 1520 verpachtete dieser einen Teil des Gutes an Nikolaus de Maczedonia. Durch die fortwährenden Türkeneinfälle wurde das Gut verwüstet und bereits 1482 als Prädium (Pußta) angeführt. Nachdem das Banat 1718 an das Kaisertum Österreich gefallen war, wurde die Pußta Csatád 1750 der Banater Prädien-Sozietät als Weideland verpachtet. 1759 wurde hier an der Temeswarer Poststraße, eine Wechselstation der Post eingerichtet. Während der theresianischen Kolonisierungsperiode (1763–1767) wurde auch die Pußta Csatád besiedelt. Der Ort wurde als Kolonie deutscher Siedler (Schwaben) im Jahr 1767 gegründet. Er hieß amtlich Csatád, bis er 1926 nach dem hier geborenen Nikolaus Lenau in Lenauheim umbenannt wurde. Die überwiegende Mehrzahl der Ansiedler kam aus Trier, Luxemburg, Lothringen, aus dem Saarland und aus der Pfalz.
Am 4. Juni 1920 wurde das Banat infolge des Vertrags von Trianon dreigeteilt. Der größte, östliche Teil, zu dem auch Lenauheim gehörte, fiel an Rumänien.
Infolge des Waffen-SS-Abkommens vom 12. Mai 1943 zwischen der Antonescu-Regierung und Hitler-Deutschland wurden alle deutschstämmigen wehrpflichtigen Männer in die deutsche Armee eingezogen. Aus Lenauheim wurden die Jahrgänge 1908–1926 insgesamt 283 Männer eingezogen, davon sind 93 gefallen oder vermisst.
Im September 1944 flüchteten 884 Personen aus Lenauheim in Richtung Westen, wovon die meisten jedoch nach Kriegsende wieder zurückkamen. Lediglich 182 Personen verblieben in Deutschland oder Österreich. Noch vor Kriegsende, im Januar 1945, fand die Deportation aller volksdeutschen Frauen zwischen 18 und 30 Jahren und Männer im Alter von 16 bis 45 Jahren zur Aufbauarbeit in die Sowjetunion verschleppt statt. Aus Lenauheim waren 141 Personen davon 82 Männer und 59 Frauen betroffen, von denen zehn Männer und eine Frau während der Deportation verstarben.
Das Bodenreformgesetz vom 23. März 1945, das die Enteignung der deutschen Bauern in Rumänien vorsah, entzog der ländlichen Bevölkerung die Lebensgrundlage. Das Nationalisierungsgesetz vom 11. Juni 1948 sah die Verstaatlichung aller Industrie- und Handelsbetriebe, Banken und Versicherungen vor, wodurch alle Wirtschaftsbetriebe unabhängig von der ethnischen Zugehörigkeit enteignet wurden.
Da die Bevölkerung entlang der rumänisch-jugoslawischen Grenze von der rumänischen Staatsführung nach dem Zerwürfnis Stalins mit Tito und dessen Ausschluss aus dem Kominform-Bündnis als Sicherheitsrisiko eingestuft wurde, erfolgte am 18. Juni 1951 die Deportation „von politisch unzuverlässlichen Elementen“ in die Bărăgan-Steppe unabhängig von der ethnischen Zugehörigkeit. Die rumänische Führung bezweckte zugleich den einsetzenden Widerstand gegen die bevorstehende Kollektivierung der Landwirtschaft zu brechen. Als die Bărăganverschleppten 1956 heimkehrten, erhielten sie die 1945 enteigneten Häuser und Höfe zurückerstattet. Der Feldbesitz wurde jedoch kollektiviert.

## Einwohnerentwicklung
Lenauheim hatte 1865 etwa 3200 Einwohner, 1940 waren es 2400, davon über 95 % Deutsche. Durch die Abwanderung nach dem Zweiten Weltkrieg sank der Anteil der deutschstämmigen Bevölkerung auf zunächst etwa 50 %, 1992 waren von 1400 Einwohnern noch etwa 100 Deutsche, 2006 nur noch 59.
Bei jeder Aufnahme bekannten sich Einwohner auch zur serbischen (1900, höchste Anzahl 12) und slowakischen (1930, höchste Anzahl 60) Ethnie.
Einwohnerzahlen der Gemeinde Lenauheim (mit den dazugehörenden Dörfern Grabaț und Bulgăruș):
| 1880 | 8780 | 46   | 58  | 8487 | ?   | 189 |
| 1910 | 7449 | 108  | 196 | 6899 | ?   | 246 |
| 1930 | 7170 | 114  | 77  | 6653 | 253 | 73  |
| 1977 | 7490 | 3478 | 77  | 3509 | 402 | 24  |
| 1992 | 5123 | 3943 | 66  | 346  | 734 | 34  |
| 2002 | 5676 | 4617 | 99  | 193  | 727 | 40  |
| 2011 | 5109 | 3988 | 62  | 96   | 555 | 408 |
| 2021 | 5349 | 4127 | 37  | 71   | 579 | 535 |

## Sehenswürdigkeiten
- Geburtshaus Lenau: Das Geburtshaus Nikolaus Lenaus beherbergt heute das Heimatmuseum Nikolaus Lenau, mit einer Gedenkstätte für den Dichter Lenau, einer ethnografischen Abteilung mit einer Puppensammlung mit Puppen in banat-schwäbischer Tracht.

## Persönlichkeiten
- Nikolaus Lenau (1802–1850), österreichischer Schriftsteller
- Annie Schmidt-Endres (1903–1977), Schriftstellerin
- Nikolaus Hans Hockl (1908–1946), Pädagoge, Politiker, Historiker und Schriftsteller
- Hans Wolfram Hockl (1912–1998), banatschwäbischer Mundartautor

## Städtepartnerschaften
- Mureck in der Steiermark, Österreich